# PZ Myers
Paul Zachary Myers, även känd som PZ Myers, född 9 mars 1957 i Kent, Washington, är en biolog från USA, professor vid University of Minnesota, Morris. Han har gjort sig känd för att kritisera intelligent design och kreationism. Han benämner sig själv som en "gudlös liberal".